# Тополага, Константин Эдуардович
Константи́н Эдуа́рдович Топола́га (род. 24 апреля 1967, Владивосток) — российский актёр театра и кино. Заслуженный артист Российской Федерации (2005).

## Биография
В 1990 году окончил Государственный Институт искусств (Воронеж), педагог — В. В. Тополага.
С 2004 по 2007 обучается на режиссёрском факультете училища им. Б. В. Щукина, мастерская Л. Е. Хейфеца.
Работал в Воронежском Государственном Театре юного зрителя, Пензенском Молодёжном театре,
Саратовском Театре русской комедии.
Начал карьеру актёра кино в 2005 году.

## Режиссёрские постановки
- Б. Брехт «Что тот солдат, что этот»
- Э. Лабиш «Убийство на улице Лурсин»
- Ф. Веббер «Контракт»
- Д. Привалов «Люди древнейших профессий»

## Фильмография
- 2022	Стая — Арсений Петрович Морозов
- 2021	Хрустальный — Пётр Леонидович Воронов, губернатор
- 2021	Собор — староста
- 2020 Балабол-4 — Михей, криминальный авторитет
- 2019	Герой по вызову — Дмитрий Павлович Покровский, главврач
- 2019 Балабол-3 — Михей, криминальный авторитет
- 2019	Тварь — Пётр Макаров
- 2018 Балабол-2 — Михей, криминальный авторитет
- 2018	Триггер — Пётр Ильич, начальник исправительной колонии
- 2018	Ищейка 2 — Дмитрий Иванович Корягин, чиновник
- 2017	Оперетта капитана Крутова — Вячеслав Михайлович Миронов
- 2015	Скольжение — руководитель специальной операции
- 2015	Дед Мазаев и Зайцевы — Андрей Андреевич, директор швейной фабрики
- 2014	Другой майор Соколов (4-я серия) — Роман Бабкин, бандит
- 2014	На глубине — «Лось»
- 2013 Балабол — Михей, криминальный авторитет
- 2013	Умник — Павел Бойцов
- 2012	Фантом — Генри Ковальчук, сотрудник резидентуры ЦРУ в Киеве
- 2012	Уральская кружевница — профессор
- 2012	Топтуны (телесериал) — Канаев
- 2012	Дружба особого назначения — Иван Павлович Павловский
- 2012	Стальная бабочка — подполковник Тимашов
- 2012	Грач — майор Захаров
- 2012	Под прикрытием — заказчик рейдеров
- 2012	Побег-2 — начальник поезда
- 2012	Кто, если не я? — Дмитрий Боровиков
- 2012	Жизнь и судьба (телесериал) — маршал Александр Михайлович Василевский
- 2012	Брат и сестра (не окончен) — Дмитрий Алексеевич Сизов
- 2012	Бигль — Антон Русланович Агальцев, генерал МВД
- 2011	Чужие крылья — Ходунов, капитан
- 2011	Физика или химия — Константин Петрович Кабанов, отец Николая, владелец строек
- 2011	Участковый
- 2011	Товарищ Сталин — офицер
- 2011	Товарищи полицейские — «полковник Аббакумов», грабитель
- 2011	Тайные связи / Covert Affairs — Игорь
- 2011	Лошадь у воды / Horse to Water
- 2011	СМЕРШ. Легенда для предателя — «Цаца», уголовник, унтер-офицер школы абвера
- 2011	Профиль убийцы — Глеб Борисович Демченко, полковник, начальник уголовного розыска
- 2011	Правила маскарада — Артём, водитель
- 2011	Пилот международных авиалиний — сотрудник спецслужб
- 2011	Паутина-5 — Прокурорский
- 2011	Опять Новый! — Алексей Сергеевич, полковник
- 2011	Наследница — Жулин
- 2011	Москва. Три вокзала — Степан Петрович, проверяющий из главка
- 2011	Лжесвидетельница — Карп, киллер
- 2011	Лесник — Семён Алексеев
- 2011	Казнокрады (документальный) — помощник Абакумова (фильм 4 «Трофейное дело»)
- 2011	Глухарь-3 — Арсений Романцев, бизнесмен
- 2011	Бомбила — Василий Иванович Жарков, руководитель частного охранного предприятия
- 2011	Бежать — Кузнецов, полковник спецназа
- 2010—2011	Сердце Марии — Дмитрий Воропаев
- 2010	Универ — психоаналитик
- 2010	Точка кипения — Владимир Иванович, врач медцентра
- 2010	Судмедэксперты — Георгий Андреевич Молин
- 2010	Стреляющие горы — Роман Иванович Лоськов, генерал
- 2010	Мент в законе-2
- 2010	Любовь и прочие глупости — адвокат
- 2010	Застывшие депеши — Андрей Лютоев, УСБ-шник
- 2010	Дом образцового содержания — охранник в женском лагере
- 2010	Богини правосудия — полковник милиции
- 2010	Банды — Прогин, капитан
- 2010	Адвокатессы (фильм «Последняя просьба») — Глеб Богданов
- 2009	Я — Вольф Мессинг — Сергеев, подполковник
- 2009	След — Барков
- 2009	Катя — Майер, майор
- 2009	Висяки-2
- 2008	Цыганки — Пётр, полковник КГБ
- 2008	Моя любимая ведьма — Авдеев
- 2007	Эра Стрельца — Павел Сергеев, коммерческий директор компании «Алексер»

## Награды
- «Золотой Арлекин» (2005) Лучшая мужская роль за исполнение роли Подсекальникова в пьесе Н. Эрдмана «Самоубийца», Саратовский Театр русской комедии
- Заслуженный артист Российской Федерации (2005)[1]